# Shin’ichi Shinohara
Shin’ichi Shinohara (jap. 篠原 信一 Shinohara Shin’ichi; ur. 23 stycznia 1973) – japoński judoka. Srebrny medalista olimpijski z Sydney 2000, w wadze ciężkiej.
Mistrz świata w 1999; drugi w 1997; trzeci w 1995 i 2001. Startował w Pucharze Świata w latach 1995–1997. Triumfator igrzysk azjatyckich w 1998, igrzysk Azji Wschodniej w 1995 i mistrzostw Azji w 1995 roku.

## Letnie Igrzyska Olimpijskie 2000
| Konkurencja | Eliminacje              | Eliminacje                  | Eliminacje            | Finały                    | Finały                 | Klas. końcowa |
| Konkurencja | Przeciwnik I            | Przeciwnik II               | Przeciwnik III        | Półfinał                  | Finał                  | Miejsce       |
| ----------- | ----------------------- | --------------------------- | --------------------- | ------------------------- | ---------------------- | ------------- |
| +100 kg     | Ruslan Sharapov (BLR) Z | Wiaczesław Bierduta (KAZ) Z | Ángel Sánchez (CUB) Z | Tamierłan Tmienow (RUS) Z | David Douillet (FRA) P | 7.            |